# Marcus Webb
Marcus Lataives Webb (Montgomery, 9 maggio 1970) è un ex cestista statunitense, professionista nella NBA, in Europa e in Sudamerica.

## Palmarès
- Campionato russo: 2

CSKA Mosca: 1996-97, 1997-98